# Chiesa di Santa Maria dell'Umiltà (Venezia)
La chiesa di Santa Maria dell'Umiltà era, con il convento annesso, un complesso religioso di Venezia il cui ricordo permane solo nel toponimo utilizzato per il ponte che vi dava allora immediato accesso, essendo stata demolita nel 1821.

## Storia
Il Corner suppone dubitativamente che la chiesa sia sorta sul luogo di un antico oratorio (XIII secolo) dei Cavalieri Teutonici prima che questi si costruissero il convento con la chiesa della Trinità, piuttosto vicino a nord della medesima insula. È certo comunque, osservando la mappa del De' Barbari, che il luogo prima della costruzione della chiesa fosse occupato da un ampio capannone in legno per qualche attività artigianale.
I gesuiti si insediarono in quel lotto nel 1550 dove fondarono la loro chiesa e l'annesso collegio.
Nel 1579 il collegio fu rinnovato e trasformato in Casa Professa per la provincia gesuitica veneziana, cioè un convento per religiosi che avessero già raggiunto i maggiori gradi della formazione, addetti all'apostolato e obbligati alla vita in povertà.
La chiesa fu consacrata nel 1589 dall'arcivescovo di Tiro e reggente del patriarcato di Aquileia Francesco Barbaro col titolo della Visitazione di Maria Vergine. In questo periodo i gesuiti ebbero modo di arricchire l'interno della chiesa con numerose opere d'arte.
Nel 1606 i gesuiti assunsero una posizione avversa alla Repubblica durante la polemica con la Santa Sede che sfociò nell'interdetto per la città. Mentre il clero secolare e i serviti sposarono le tesi veneziane e gli ordini religiosi obbedienti al papa preferirono abbandonare la città, i gesuiti volevano restare e predicare contro la Repubblica. La Compagnia di Gesù venne così espulsa da Venezia e dai domini e non vi fu più ammessa fino al secolo successivo.
Il convento rimasto deserto per alcuni, fu assegnato alle monache benedettine dell'isola di San Servolo. Il loro convento era allora insalubre e in rovina e avevano ripetutamente supplicato che fosse loro assegnato un luogo nuovo e migliore. Così il 28 giugno 1615 le 70 monache vi furono cerimoniosamente trasferite con tutte le loro suppellettili sacre e le preziose reliquie. Con le benedettine il convento fu trasformato in clausura e gli fu conferito il nuovo titolo di Santa Maria dell'Umiltà.
Nel 1806 a seguito dei decreti napoleonici chiesa e convento vennero chiusi e incamerati con tutti i beni dal demanio. Le religiose vennero concentrate a San Lorenzo, un altro convento benedettino veneziano, fino a quando tutti gli ordini religiosi vennero aboliti nel 1810.
Nel 1817 il governo austriaco decise di trasferire il seminario patriarcale nel convento dei somaschi, la grande costruzione longheniana che sorgeva a nord della stessa insula tra la basilica della Salute e magazzini della Dogana. Così per dotare la folta comunità dei seminaristi di spazi aperti nel 1824 (o 1821) si decise di atterrare la chiesa dell'Umiltà assieme al convento e tutte le altre costruzioni vicine.

## Descrizione
Non esistono precise rappresentazioni di come apparisse il complesso conventuale. Nella mappa di De' Barbari è possibile inquadrare la configurazione dell'insula della Punta della Dogana, soggetta a radicali riedificazioni tra la seconda metà del Cinquecento e la prima metà del Seicento, e individuare sull'angolo tra il grande canale della Giudecca a sud e il rio della Salute a ovest, nel sito esatto di un grande capannone in legno, il luogo dove verrà costruita la chiesa dell'Umiltà. Nella successiva mappa prospettica di Giovanni Merlo (1696) è visibile, senza particolari dettagli, la chiesa con alla sinistra gli edifici conventuali sovrastati a nord dalla nuova mole della Salute. Purtroppo in una veduta di Canaletto la presenza della chiesa è solo accennata dal colmo del tetto fra le case. Un po' più dettagliata è la descrizione della chiesa nella veduta prospettica di Giorgio Fossati (1743) che ne descrive la facciata incompiuta, fatto salvo un grande portale timpanato. Di questo stesso portale ci è giunta documentazione nell'unico particolare rilevato di questa chiesa da Antonio Visentini (nella serie eseguita tra il 1740 e il 1750 per il console Smith): l'apertura ad arco è affiancata da eleganti colonne binate, rudentate e impostate su leggeri basamenti, che con i loro capitelli compositi sostengono un discreto timpano. L'autore di questa struttura rimane ignoto, sebbene sia possibile considerare un'influenza dello Scamozzi (come il colonnato dei Tolentini) o intravedere qualche similitudine con il portale di San Martino (opera invece vicina al Sansovino).  

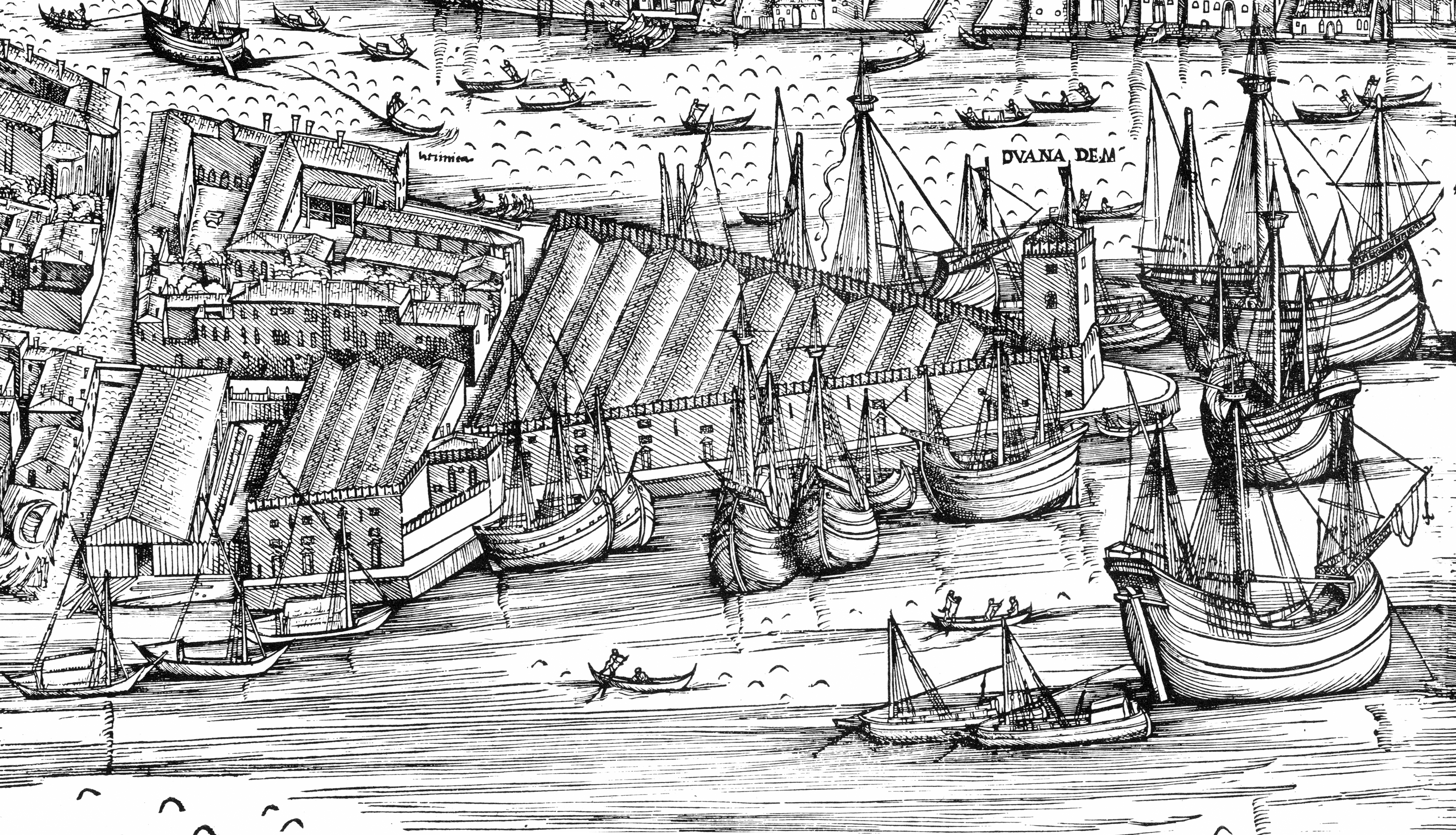
Jacopo de' Barbari, 1500, Venetie MD, particolare. È perfettamente leggibile la struttura dell'insula dalla Dogana da Mar al convento della Trinità
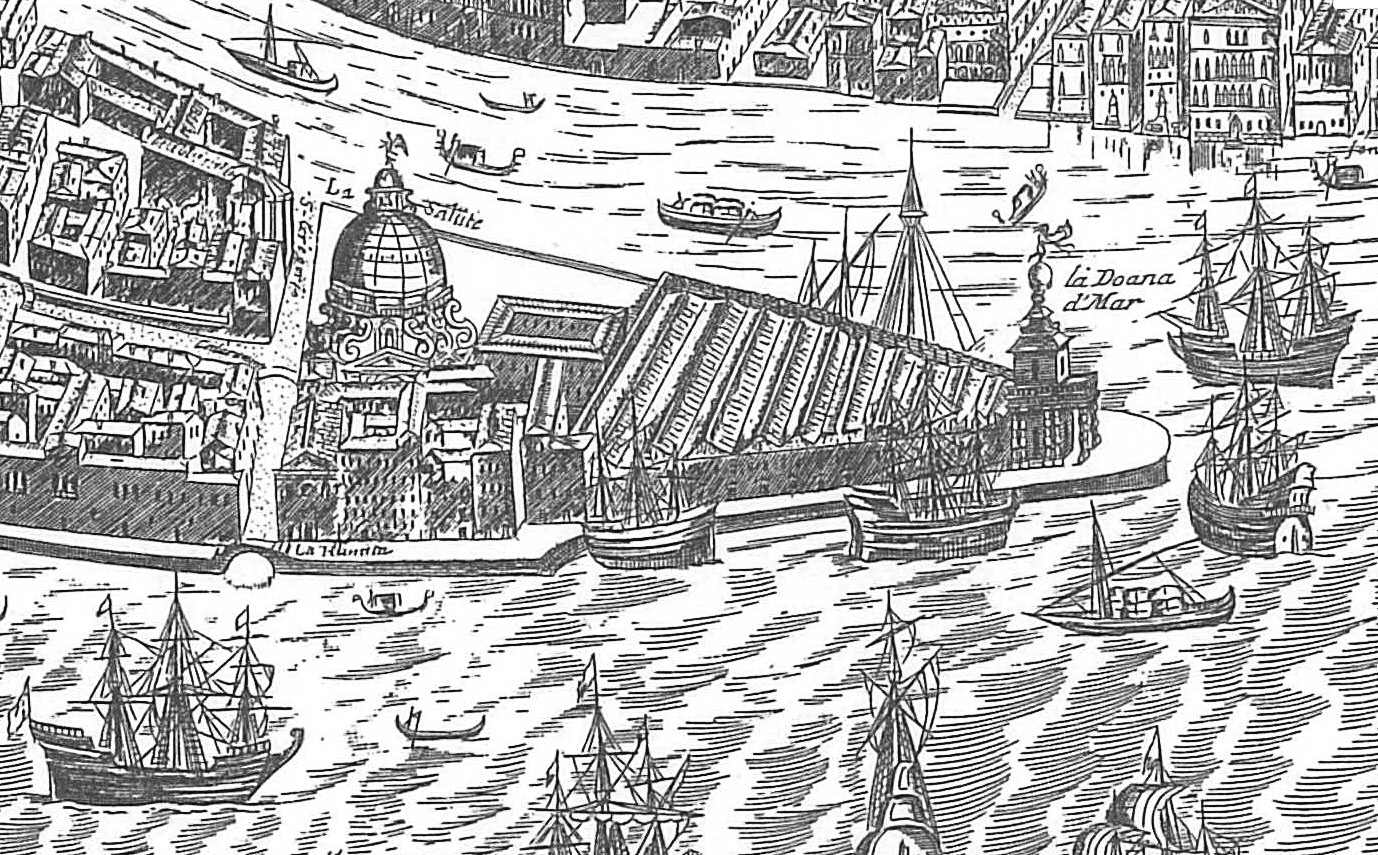
Giovanni Merlo, 1696, Pianta prospettica di Venezia, particolare
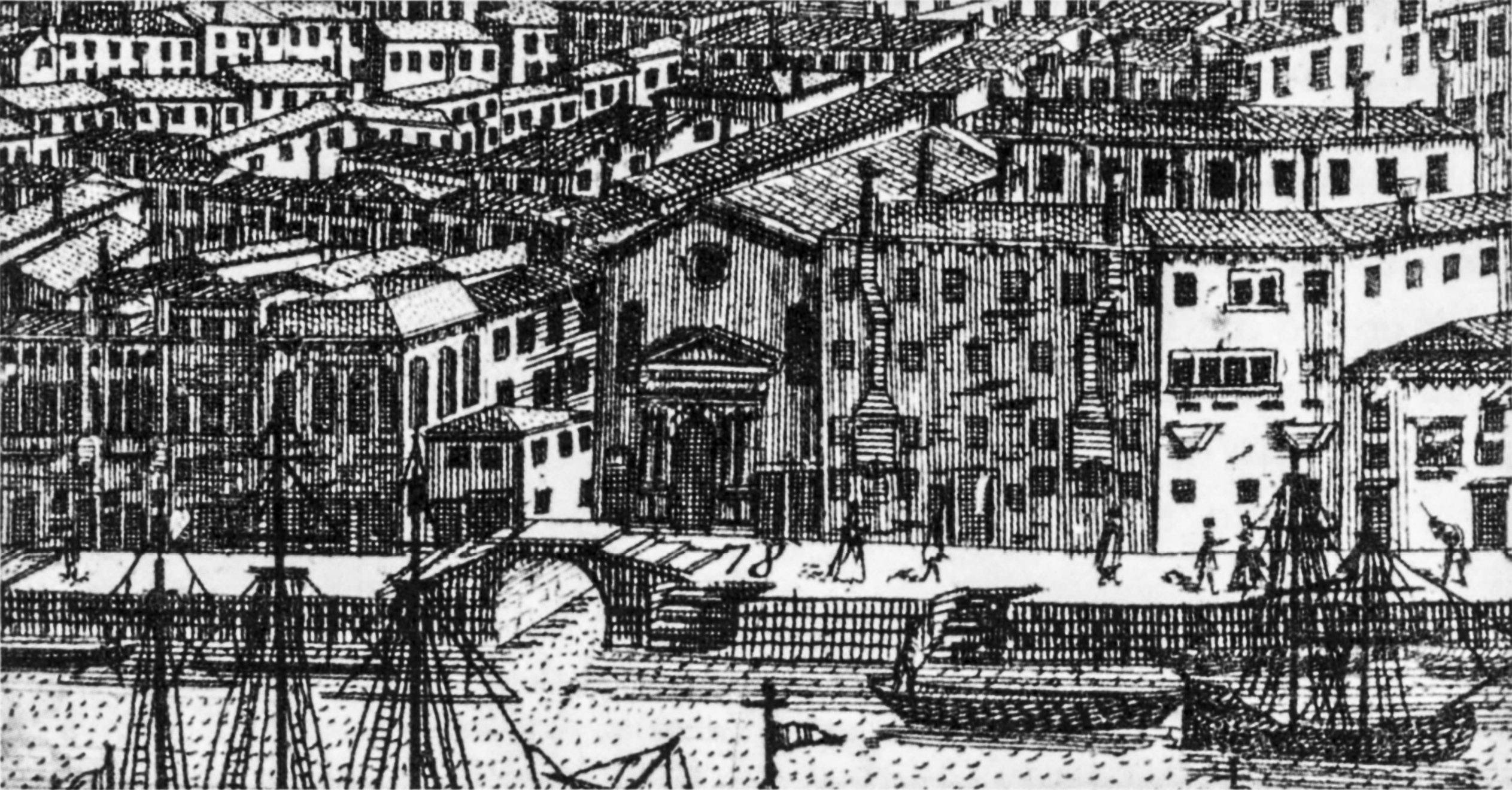
Giorgio Fossati, 1743, Veduta prospettica di Venezia, particolare
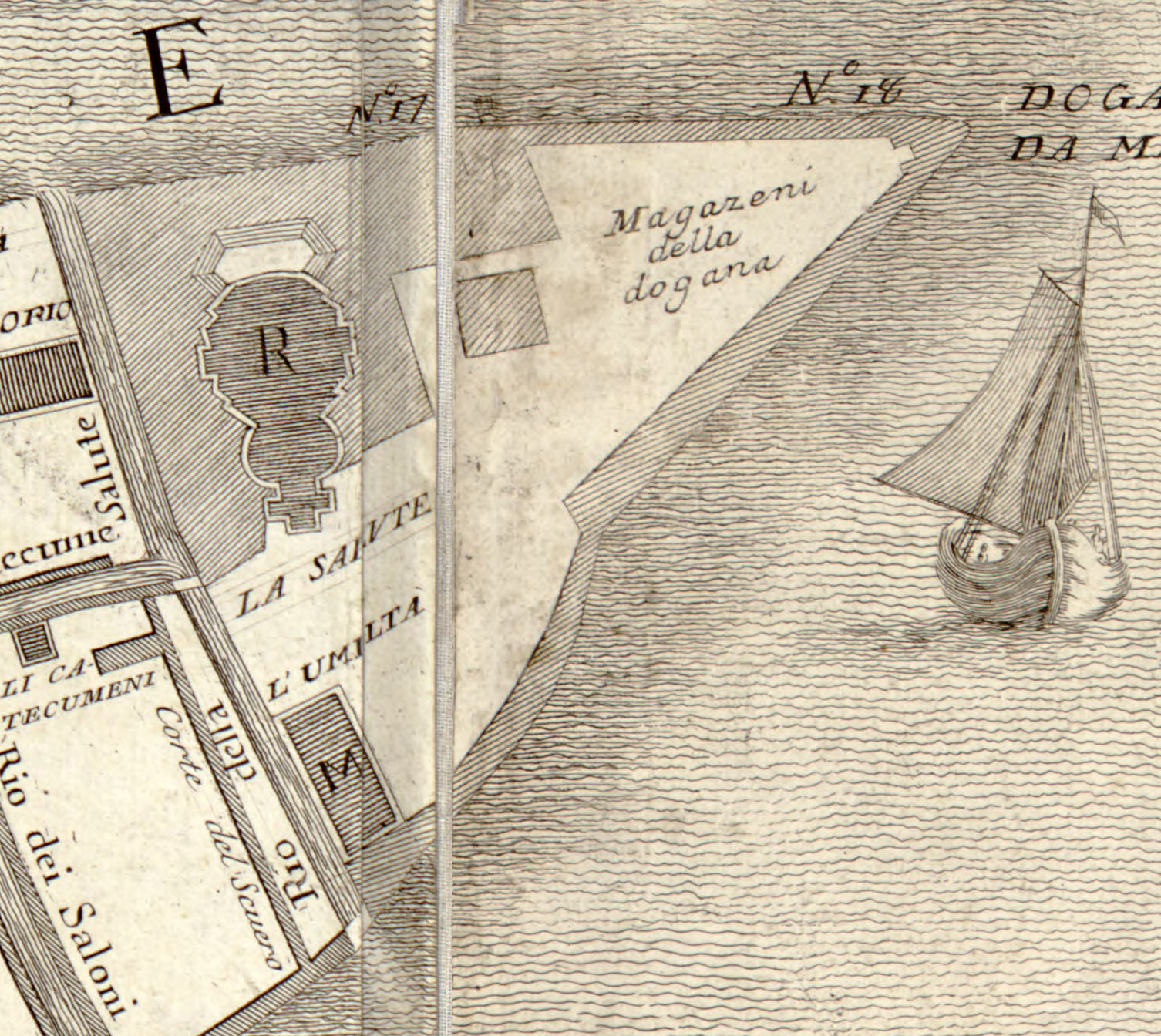
Ludovico Ughi, 1730, Iconografica rappresentatione della inclita città di Venezia …., particolare

Abbastanza ragguardevoli sono invece le informazioni sull'interno della chiesa e interessante è la conservazione, naturalmente in luoghi differenti dalla collocazione originaria, delle opere superstiti alla dispersione dopo la sua forzata chiusura.

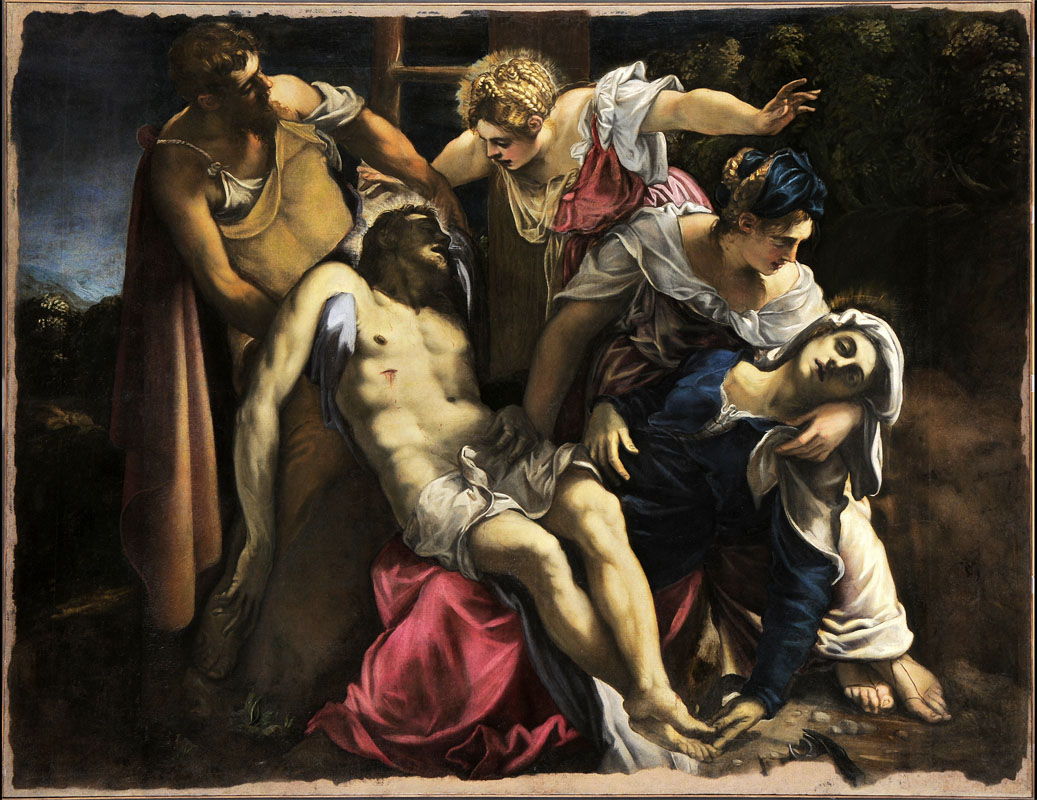
Jacopo Tintoretto, Deposizione, Venezia, Gallerie dell'Accademia

Il Sansovino si sofferma sul tabernacolo dell'altar maggiore «con intagli così singolari, con tanta ricchezza d'oro, & con pitture così nobili» e cioè delle portelle realizzate da Paolo Veronese (una con due angeli e un'altra con il Padre Eterno) e una Natività di Jacopo Bassano (che però risulta già assente nel 1771). Accanto all'altare sono citati altri due quadretti di Veronese: San Giovanni che predica nel deserto, e il Centurìone davanti a Cristo, anche questi assenti nel 1771. Accanto ancora erano due quadri di Baldassarre D'Anna ciascuno con una moltitudine di sante e santi e due di Palma il Giovane (la Vocazione di Zaccheo ed Elia nel deserto nutrito dall'angelo). Dopo il 1806 non ci rimane alcuna notizia dell'altare né una precisa traccia dei residui dipinti.

La maggiore attenzione di tutti gli è certamente rivolta al soffitto dipinto dal Veronese: al centro era un ovale con l'Assunzione di Maria, in due grandi tondi erano la Natività verso l'altare maggiore e l'Annunciazione che rimaneva un po' nascosta sopra il barco, infine numerosi monocromi erano disposti nell'incorniciatura a contorno. Questo assieme, prima portato all'accademia viennese, fu oggetto di restituzione soltanto nel 1918 alla fine della Grande Guerra o sistemata onorevolmente nella grande Cappella del Rosario ai Santi Giovanni e Paolo.

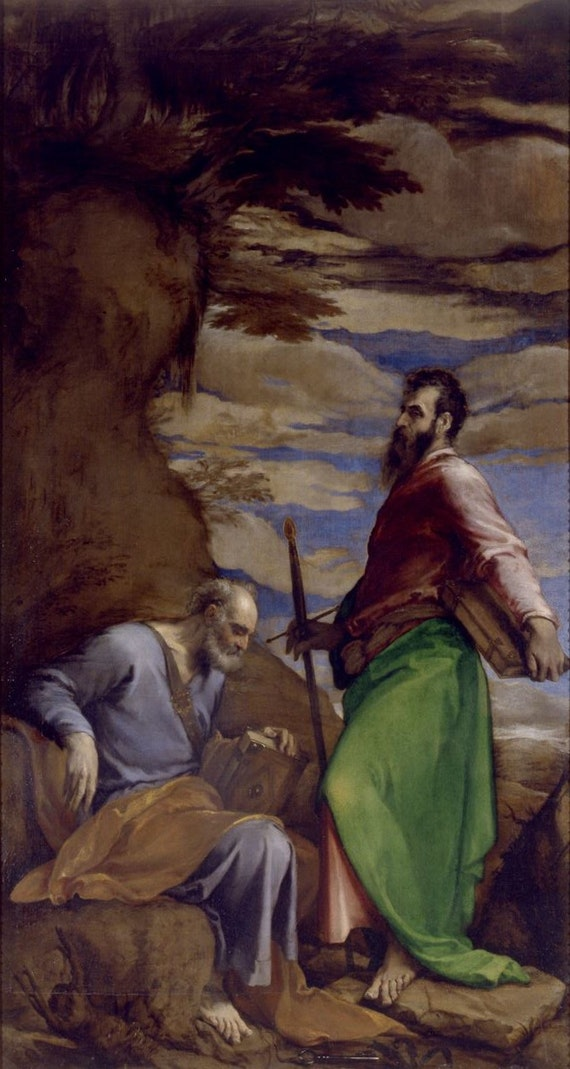
Jacopo dal Ponte detto Basano, Santi Pietro e Paolo, Modena, Galleria Estense

Sulle pareti laterali della chiesa erano presenti diversi altri dipinti, alcuni veramente pregevoli. Su quella di sinistra, quella strapiombiante sul rio della Salute, era la pala di San Francesco di Paris Bordon o della sua scuola (anche questa risulta assente nel 1771). A questa seguiva verso l'altar maggiore Circoncisione di Gesù di Marco del Moro (uno dei due figlio di Battista Battista d'Angolo detto "del Moro"). Pure questa trasferita all'Accademia di Vienna, venne restituita nel 1938 ed è ora nei depositi delle Gallerie dell'Accademia.
Al lato opposto era un altare con la Deposizione di Tintoretto che Zanetti trova già spostata «sopra un finestrone» nel 1733 e ora è esposta alle Gallerie dell'Accademia. Sopra al Tintoretto vi era una tela del D'Anna con la Beata Vergine e angeli e attorno all'arcata viene ricordata una moltitudine di santi dipinti da Giacomo Petrelli.
Seguiva la pala dei Santi Apostoli Pietro e Paolo, opera del Bassano e considerata da Zanetti di particolare interesse tra i prodotti del pittore sopra l'arcata erano sistemati due dipinti del D'Anna (il Padre Eterno e il Martirio dei santi Andrea e Paolo). L'opera del Bassano fu trasferita al Palazzo Ducale di Modena nel 1811 e da qui passata alle Gallerie Estensi.
In una cappella ricavata a destra dell'altar maggiore erano due tele di Baldassarre D'Anna la Purificazione (assente nel 1771) e la Visitazione, scomparsa dopo il 1806.
Oltre a questi dipinti è da ricordare la pala della Passione di Cristo di Palma il Giovane registrata soltanto dal Sansovino e già scomparsa nel Seicento e la settecentesca piccola Madonna del Rosario di Fabio Canal che per forza di cose solo Zanetti poteva registrare nel 1771.
Oltre alle opere maggiori, quelle che oggi che hanno trovato una collocazione, nell'inventario redatto sotto la sovrintendenza di Pietro Edwards vengono elencati genericamente una novantina di dipinti – citati solo come quadri «grandi e piccoli», «quadretti», tuttalpiù «quadri sortiti di devozione» senza mai citarne il soggetto con l'eccezione di 17 «pezzi di quadro di istorie di San Benedetto» – sparsi tra la chiesa, il noviziato, la foresteria e altre stanze del convento di cui è oggi impossibile avere notizie e ricostruirne la storia.